# International Encyclopedia of Unified Science
De International Encyclopedia of Unified Science is een boekenserie opgezet door onder anderen Otto Neurath, Niels Bohr, John Dewey, Bertrand Russell, Rudolf Carnap, Charles Morris en de Nederlanders Jacob Clay en Gerrit Mannoury. Dit werk was een streven om universele grondbeginselen van de wetenschap te ontdekken en bekend te maken. 

## Opzet
De opzet van dit werk omvat onder andere de later in boekvorm populair geworden:
- The Structure of Scientific Revolutions van Thomas S. Kuhn,
- Foundations of the theory of signs van Charles Morris,
- The conceptual framework of psychology van Egon Brunswik,

en verder teksten van Carl Hempel, Leonard Bloomfield, Ernest Nagel, Philipp Frank en Giorgio de Santillana.